# Debconf (Software)
debconf ist ein Softwarewerkzeug zur systemweiten Konfiguration unter Unix-ähnlichen Betriebssystemen. Es wurde für die  Linux-Distribution Debian entwickelt und ist eng verbunden mit Debians Paketverwaltung dpkg.
Wenn ein Paket installiert wird, erfragt debconf vom Benutzer Einstellungen, welche den Inhalt der mit dem Paket assoziierten systemweiten Konfigurationsdateien festlegen. Nach der Installation ist es möglich, die Konfiguration des Paketes zu ändern, indem das dpkg-reconfigure-Programm ausgeführt wird (oder ein anderes Programm wie etwa Synaptic).
Das Design von debconf erlaubt es, Front-ends zur Beantwortung von Konfigurationsfragen in modularer Form hinzuzufügen. Es gibt mehrere solcher Front-ends, wie etwa dialog, eines für GNU readline, eines zur Verwendung von Texteditoren, ein Python-Front-end-API sowie Front-ends für KDE und GNOME.
Die ursprüngliche Implementierung von debconf war in Perl programmiert. Während der Entwicklung des Debian-Installers wurde eine neue Implementierung in C namens cdebconf geschrieben. Diese wird nur vom Installer verwendet, soll aber langfristig das Original vollständig ersetzen. Beide Implementierungen verwenden dasselbe Protokoll für die Kommunikation zwischen dem debconf-Front-end und dem Client-Code ("confmodule"); es handelt sich um ein einfaches zeilenbasiertes Protokoll ähnlich den bekannten Internet-Protokollen.